# Theyer & Hardtmuth

Stich vom Geschäft an der Kärntner Straße 9 (1798)

Werbung von Theyer & Hardtmuth (1892)

Theyer & Hardtmuth (besonders früher im englischen Sprachraum auch Thayer & Hardtmuth geschrieben) war ein traditionsreicher Schreibwarenladen in der Kärntner Straße 9 im 1. Wiener Gemeindebezirk Innere Stadt.

## Geschichte
1763 übernahm Johann Jakob Michael Theyer (aus Schwäbischer Abstammung) an der Kärntner Straße 9, Ecke Weihburggasse, den 1733 von Mathias Jakob Scharrer gegründeten Kramladen Zum goldenen Rauchfaß und entwickelte diesen zu einem Papier- und Schreibwarengeschäft weiter. Da die Waren hauptsächlich aus Nürnberg stammten, das zu der Zeit eine bedeutende Handelsstadt war, hieß das Geschäft Zur Stadt Nürnberg. Das Geschäft blieb für die nächsten 240 Jahre an der gleichen Adresse und wurde von Generation zu Generation weitergegeben. 
1864 begann Jakobs Urenkel Theodor Theyer sr. (1842–1905), mit dem damals bekanntesten Bleistiftproduzenten der Monarchie, Hardtmuth aus Böhmen, zusammenzuarbeiten. Spätestens zu diesem Zeitpunkt hieß das Unternehmen Theyer & Hardtmuth. Aus dieser Verbindung zwischen Schreibwarenbedarf und Bleistifthersteller entstanden später die nach Diamanten benannten Qualitätsbleistifte Koh-i-Noor und Cullinan. Gleichzeitig gründete Theyer im 5. Bezirk Margareten eine Fabrik für feinste Briefpapiere. Unter dem Markennamen Margaret Mill errangen diese Produkte auf einigen Weltausstellungen etliche Preise und wurden über eigene Kontore in Budapest und Prag in ganz Europa vertrieben.
Als weiterer wichtiger Geschäftszweig entwickelte sich von 1860 an das Druckerei- und Prägereigeschäft. Kunden neben dem hohen Adel waren auch der Kaiserhof: Theyer & Hardtmuth fertigte zum Beispiel die Stanze für das Briefpapier von Kaiserin Elisabeth. Das Unternehmen war jedoch nie offizieller k.u.k. Hoflieferant. Theodor Theyer wurde jedoch im Laufe der Zeit als Kaiserlicher Rat und k.k. Kommerzialrat ausgezeichnet und war zeitweilig Gremialrat.
1896 wird von innen bronzierten oder außen mit bronzenen Ornamenten versehenen Briefumschlägen berichtet, welche den Briefinhalt vor der Durchleuchtung mit Röntgenstrahlen schützen sollten.
1898 lernten sich Franz Huber und Peter Lerner als Verkäufer bei Theyer & Hardtmuth kennen. Nach einigen Jahren beschlossen sie, sich selbständig zu machen, 1901 gründeten sie die Firma Huber & Lerner am Kohlmarkt.
Der Erste Weltkrieg und der Zusammenbruch der Monarchie brachten dem Unternehmen schwere Zeiten, da der traditionelle Absatzmarkt damit wegbrach. Zusätzlich brachten familiäre Schwierigkeiten innerhalb der Nachkommenschaft von Theyer die Firma weiter in die Bredouille, 1931 wurde es von Huber & Lerner übernommen. Neben den beiden Geschäften betrieb das Unternehmen seine eigene Druckerei und Prägerei. 
Das Haus in der Kärntner Straße 9 wurde am 12. März 1945 während des Zweiten Weltkrieges durch Bombenangriffe schwer getroffen. Es kam zu Plünderungen des Geschäftes.
In den Wiederaufbaujahren wurde das Haus 1958 völlig umgebaut, das Innere des Geschäftes wurde in den folgenden Jahren mehrmals adaptiert. 1994 wurde eine Montblanc-Boutique integriert, später spezielle Abteilungen für Filofax und Porsche Design. Am 23. September 1975 wurde dem Unternehmen die staatliche Auszeichnung verliehen. 
Aufgrund der zu erwartenden Mietpreiserhöhung bei Übergabe an die nächste Generation sah sich der Eigentümer Huber & Lerner Ende Juni 2006 nach 273 Jahren gezwungen, den Laden zu verkaufen. Das Geschäft wurde von der Firma Swarovski übernommen, welche damit ihre gegenüber schon bestehende Niederlassung erweiterte. Seit 2021 befindet sich der österreichische Flagship-Store der Firma Nespresso an dieser Adresse.

## Produkte
Neben exklusiven Schreibwaren führte Theyer & Hardtmuth edle Drucksorten, Lederwaren, Accessoires, Papier, Bürobedarf, eine große Auswahl an Kalendern, Malzubehör, Glückwunschkarten, Geschenkpapier und viele Geschenkartikel. Schreibgeräte im Sortiment waren von Montblanc, Cartier, Dupont, Pelikan, Faber-Castell, Porsche, Waterman, Lamy, Parker, Cross und weitere.
Theyer & Hardtmuth gestaltete und druckte auf Papieren in Stahlstich, Thermoreliefdruck und Offsetdruck für den privaten und den geschäftlichen Bereich, wie Visitenkarten, Hochzeitseinladungen, Geburtsanzeigen, Einladungen für jeden Anlass und weitere.

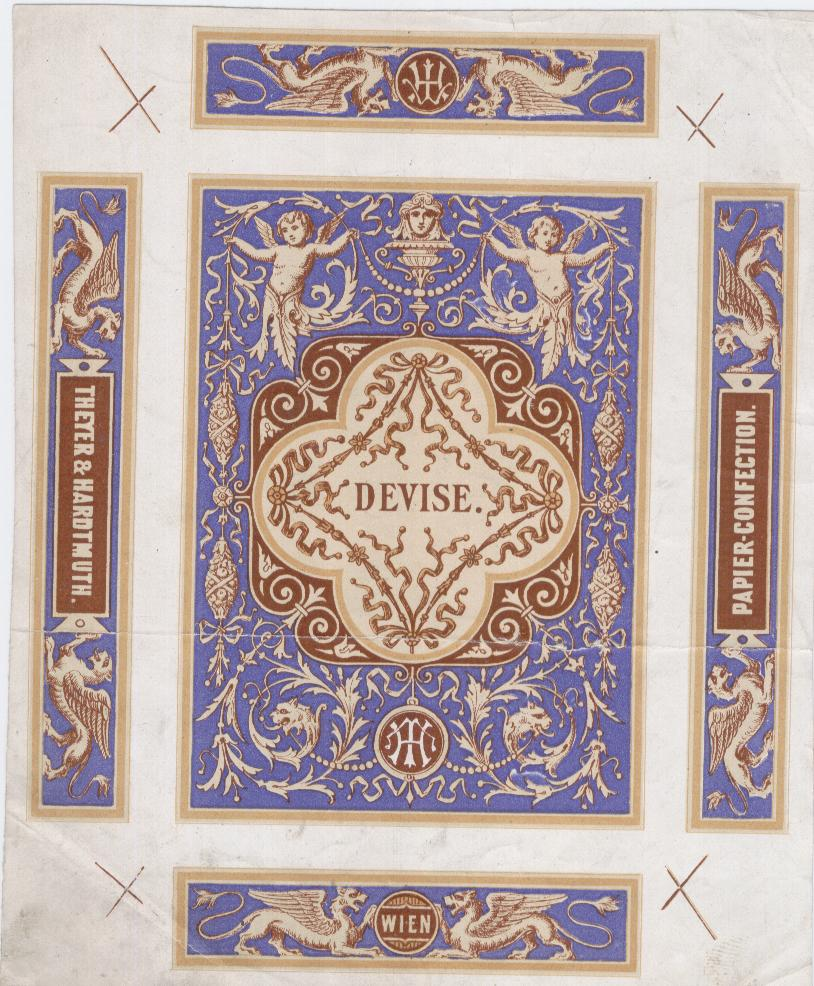
Schreibpapier „Devise“

Weiters gab es Kalender, Billets, Geschenke, Kunst, Spiele, Büromaterial, Briefpapier, Alben, Bücher sowie Kristallnippes von Swarovski.